# Association des universités américaines
Pour les articles homonymes, voir AAU.
L'Association des universités américaines (en anglais Association of American Universities, AAU) est une organisation regroupant des universités nord-américaines dans le domaine de la recherche scientifique. Elle a pour objectif de maintenir un niveau élevé de recherche académique et d'éducation. 
Elle se compose de soixante-neuf universités américaines, certaines publiques, d'autres privées, ainsi que deux universités canadiennes.

## Organisation
L'AAU a été fondée en 1900 par un groupe de quatorze universités pour améliorer et uniformiser leurs différents programmes doctoraux. À l'heure actuelle, le but principal de l'association est de fournir un forum pour le développement et l'exécution des politiques institutionnelles nationales, afin de favoriser des programmes d'importance dans la recherche universitaire, dans l'enseignement et pour les bourses d'études. L'AAU tient deux réunions annuelles : celle qui se tient à l'automne se réunit sur le campus d'une des universités membres, alors que celle du printemps se déroule au siège à Washington.

## Adhérents

### Admission
L'adhésion à l'AAU ne se fait que par invitation après avoir été voté par 3/4 des membres. La possibilité d'émettre des invitations n'a lieu que tous les trois ans et seulement pour des universités qui ont démontré la qualité exceptionnelle de leurs programmes de recherche et d'éducation.
L'année d'admission est indiquée entre parenthèses.

### Universités publiques
| - Institut de Technologie de Géorgie (2010) - Université de l'Arizona (1985) - Université d'État de l'Arizona (2023) - Université d'État de New York à Buffalo (1989) - Université de Californie à Berkeley (1900) - Université de Californie à Davis (1996) - Université de Californie à Irvine (1996) - Université de Californie à Los Angeles (1974) - Université de Californie à Riverside (2023) - Université de Californie à San Diego (1982) - Université de Californie à Santa Barbara (1995) - Université de Californie à Santa Cruz (2019) - Université du Colorado à Boulder (1966) - Université de Floride (1985) - Université de Floride du Sud (2023) - Université de l'Illinois à Urbana-Champaign (1908) - Université de l'Indiana à Bloomington (1909) - Université de l'Iowa (1909) - Université du Kansas (1909) | - Université du Maryland (1969) - Université du Michigan (1900) - Université d'État du Michigan (1964) - Université du Minnesota (1908) - Université du Missouri à Columbia (1908) - Université Rutgers (1989) - Université de Caroline du Nord à Chapel Hill (1922) - Université d'État de l'Ohio (1916) - Université de l'Oregon (1969) - Université d'État de Pennsylvanie (1958) - Université de Pittsburgh (1974) - Université Purdue (1958) - Université d'État de New York à Stony Brook (2001) - Université du Texas à Austin (1929) - Université A&M du Texas (2001) - Université de l'Utah (2019) - Université de Virginie (1904) - Université de Washington (1950) - Université du Wisconsin-Madison (1900) |

### Universités privées
| - Université de Boston (2012) - Université Brandeis (1985) - Université Brown (1933) - California Institute of Technology (1934) - Université Carnegie-Mellon (1982) - Université Case Western Reserve (1969) - Université Columbia (1900) - Université Cornell (1900) - Dartmouth College (2019) - Université Duke (1938) - Université Emory (1995) - Université George-Washington (2023) - Université Harvard (1900) - Université Johns-Hopkins (1900) - Massachusetts Institute of Technology (1934) - Université de Miami (2023) | - Université de New York (1950) - Université Northwestern (1917) - Université de Notre-Dame-du-Lac (2023) - Université de Princeton (1900) - Université Rice (1985) - Université Stanford (1900) - Université Tufts (2021) - Université Tulane (1958) - Université de Chicago (1900) - Université de Pennsylvanie (1900) - Université de Rochester (1941) - Université de Californie du Sud (1969) - Université Vanderbilt (1950) - Université Washington de Saint-Louis (1923) - Université Yale (1900) |

### Universités canadiennes
- Université McGill (1926)
- Université de Toronto (1926)

### Anciens membres
- Université catholique d'Amérique (1900-2002) : membre fondateur qui quitta l'AAU à cause de points de vue divergents sur les orientations de l'institution[1].
- Université Clark (1900-1999) : autre membre fondateur qui quitta l'association à cause de la réévaluation de ses priorités (de la recherche scientifique, elle a choisi de se focaliser davantage sur l'enseignement de premier cycle).
- Université du Nebraska à Lincoln (1909-2011): la seule université à avoir été radiée de l'AAU; l'administration de l'université a évoqué l'absence de faculté de médecine sur le campus et l'absence d'attention portée par l'AAU à la recherche agricole pour sa radiation
- Université de Syracuse (1966-2011) : membre qui a quitté l'AAU en raison d'un litige au sujet des subventions non-fédérales
- Université d'État de l'Iowa (1958-2022) : membre qui a quitté l'AAU, affirmant que les indicateurs de classement de l'organisation favorisent injustement les institutions bénéficiant de niveaux de financement élevés des National Institutes of Health, notant également que sa force n'est pas dans la recherche biomédicale puisqu'elle n'a pas de faculté de médecine

## Comparaison avec l'AASCU
Contrairement à l'AAU, l'American Association of State Colleges and Universities (en) (AASCU) est une organisation dont l'adhésion est réservée aux établissements d'enseignement supérieur financé par l'État qui offrent des programmes de bachelor, de master et de doctorat. En 2006, l'AASCU représente un regroupement de plus de 400 établissements d'enseignement supérieur. Très peu d'institutions sont membres à la fois de l'AAU et de l'AASCU; l'université de l'Arizona par le truchement du Arizona Board of Regents et l'université d'État de Pennsylvanie par le truchement du Pennsylvania State System of Higher Education.